# Maurice Allard (musicien)
Pour les articles homonymes, voir Allard et Maurice Allard.
Maurice Allard, né le 25 mai 1923 à Sin-le-Noble (Nord) et mort le 5 mai 2004 à Lunel (Hérault), est un bassoniste, compositeur et pédagogue français.

## Biographie
Maurice François Allard nait le 25 mai 1923 à Sin-le-Noble,. Il est le neveu de Raymond Allard, basson solo de l'orchestre symphonique de Boston (arrivé avec Pierre Monteux qui réorganise l'orchestre de 1919 à 1924 en lui donnant un son « français »).
Il étudie le basson au conservatoire de Douai puis au conservatoire de Paris où il obtient un second prix en 1939, puis le premier prix en 1940, à l'âge de 17 ans, dans la classe de Gustave Dhérin avec le Concerto pour basson de Mozart. En 1942, il se produit comme soliste aux concerts Lamoureux et dans l'orchestre de chambre de Fernand Oubradous. En 1944,il donne une première audition publique dans la salle de l'Ecole Normale rue Cardinet à Paris, dans le Trio Lautemann en compagnie de Jean Chefnay (flûte) et Alys Lautemann (harpe).En 1949, il remporte le premier prix de basson à l'unanimité du Concours international d'exécution musicale de Genève et entre comme basson solo à l'orchestre de l'Opéra de Paris, qu'il quittera en 1988,. En 1957, Il succède à Gustave Dhérin comme professeur de basson au Conservatoire national supérieur de musique et de danse de Paris,. Il y reste jusqu'à sa retraite, en 1988.
Considéré comme le plus grand bassoniste français de son temps, on lui doit beaucoup dans l'évolution et le renouveau du basson français, en ouvrant la voie à un rapprochement entre le basson français et le basson allemand à l'origine très différents. Le poste privilégié de professeur au Conservatoire de Paris a permis à Maurice Allard de former un grand nombre de bassonistes, tels Pascal Gallois, Régis Poulain ou Gilbert Audin, Michel Denize, Alain Deleurence. Il laisse une importante discographie consacrée à son instrument et des compositions originales, notamment didactiques : Méthode de basson, Courtes pièces dans tous les tons, Tablature, trilles, gammes diatoniques et chromatiques pour le basson.
En 1975, il fonde « Les Amis du basson français », une association destinée à défendre les intérêts du basson français.
Maurice Allard est le dédicataire et le créateur de nombreuses œuvres, de Marcel Bitsch, Charles Brown, Pierre-Max Dubois, Ida Gotkowsky, André Jolivet (Concerto pour basson, 1954), Marcel Landowski (Concerto pour basson, 1958), Henri Martelli (Sonate pour basson et piano, avec Henriette Puig-Roget, 1946 ; Quinze études pour basson, 1956), Marcel Mihalovici (Sonate pour basson et piano, avec Henriette Puig-Roget, 1959), Jean Rivier (Concerto pour basson, 1964), Antoine Tisné, Henri Tomasi (Concerto pour basson, dédicataire, 1961) et Marc Vaubourgoin, notamment,.
Il meurt le 5 mai 2004 à Lunel (Hérault),.